# Lecudina danielae
Lecudina danielae is een soort in de taxonomische indeling van de Myzozoa, een stam van microscopische parasitaire dieren. Het organisme komt uit het geslacht Lecudina en behoort tot de familie Lecudinidae. Lecudina danielae werd in 1979 ontdekt door Corbel, Desportes & Théodoridès.